# Vakanz
Als Vakanz (mittellateinisch vacantia ‚das Freisein, Leersein‘) wird die Tatsache bezeichnet, dass ein Amt oder eine Arbeitsstelle momentan nicht besetzt ist.
Besonders in der Amtssprache der Kirche findet der Begriff Verwendung. Traditionell bezeichnet man die Zeit, in der eine Pfarrstelle ausgeschrieben ist, als Vakanzzeit. Wenn bestehende Pfarrstellen nicht mehr besetzt werden sollen, werden sie als dauervakant bezeichnet. 
Bei der Vakanz eines Bischofssitzes (insbesondere des Apostolischen Stuhles) spricht man von der Sedisvakanz.
Bei antiken, spätantiken oder byzantinischen Ämtern konnte der Zusatz vacans ('unbesetzt', im Plural: vacantes) genutzt werden, um Personen ehrend mit einem Amt zu betrauen, das sie dann effektiv nicht oder zumindest nicht in der eigentlichen Bedeutung wahrnahmen. Beispiele: tribunus vacans, magistri militum vacantes.

## Weitere Verwendung
- Früher wurden mit dem Begriff Vakanz auch die Schulferien bezeichnet (vergleiche niederländisch vakantie, französisch vacances, in den USA englisch vacation, polnisch wakacje). In Luxemburg und in Polen ist dies heute noch so.
- Im Sport kommt der Begriff vakant ebenfalls vor. Dort bedeutet er dann meistens, dass ein Titel zurzeit nicht vergeben ist, z. B. der Weltmeisterschaftstitel im Boxen oder Wrestling.
- In der Kristallographie bezeichnet man mit Vakanz eine Leerstelle in der Kristallstruktur.
- In der Diplomatie steht Vakanz für ein unbesetztes Amt einer diplomatischen Mission, insbesondere für eine nicht besetzten Stelle der entsprechenden diplomatischen Leitung (Botschafter oder Generalkonsul).
- In der Politik wird der Begriff für zum Teil für ganze Wahlperioden nicht besetzte politische Ämter angewendet, z. B. war der britische Vize-Premierminister in der Zeit von 1955 bis jetzt sechsmal, zum Teil bis 16 Jahre vakant.
- In der Arbeitsmarktökonomik wird von vakanten Ausbildungsplätzen und von vakanten (freien / zu besetzenden) Stellen auf dem Arbeitsmarkt gesprochen.
- In der Psychoanalyse und damit auch in der Analytischen Psychotherapie, teilweise auch in der Tiefenpsychologisch-fundierten Psychotherapie wird der Begriff Vakanz für eine nicht durchgeführte, z. B. abgesagte Sitzung verwendet. Die vakante Sitzung und die damit verbundene Vakanzregel sind Bestandteil jeder psychoanalytischen und psychoanalytisch begründeten  Behandlung. Die Bedeutung der vakanten Sitzung ergibt sich aus den Überlegungen zur Theorie des Behandlungsprozesses und zu den Rahmenbedingungen für das psychoanalytische und psychoanalytisch begründete Arbeiten. Im Mittelpunkt steht die Vorstellung einer Kontinuität des Prozesses, die sich in einer verlässlichen zeitlichen Abfolge der Sitzungen äußert und durch die die einzelne Sitzung Bedeutung bekommt (Diskussion dazu z. B. bei Korte (2003)[1]).
- In Pfeifenorgeln werden Register, die beim Bau der Orgel bereits eingeplant sind, aber zu einem späteren Zeitpunkt eingebaut werden sollen, als vakant gekennzeichnet.

## Rezeption
- Die Vacanz, Fliegende Blätter, Band 1, Heft 23, S. 182. Braun & Schneider, München. 1845.[2]